# Siniša Vuković
Siniša Vuković (Cambridge[nedostaje izvor], 1. studenog 1973.) hrvatski je pjesnik, esejist, putopisac, dijalektolog, jezikoslovac, prevoditelj, književni i glazbeni kritičar, skladatelj, dirigent.

## Životopis
Odrastao je u Selcima na otoku Braču gdje se i školovao. Studirao je hrvatski i talijanski jezik s književnostima na Filozofskom fakultetu u Splitu. Tekstove je objavljivao u najuglednijim hrvatskim listovima i časopisima: dnevnicima Slobodnoj Dalmaciji, Jutarnjem listu i Vjesniku, zatim tjednicima: Nedjeljnoj Dalmaciji, Hrvatskom slovu, Fokusu, Hrvatskom fokusu i Vijencu, te časopisima: Republici, Forumu, Mogućnostima, Dubrovniku, Novoj Istri, Zadarskoj smotri, Quorumu i Hrvatskim obzorjima. U znanstvenom časopisu Čakavskoj riči objavljuje dijalektološke stručne članke i čakavsku poeziju (poema Nisan se rodi za igrat na buće i sonetni vijenac Put križa). Glazbene kritike, osvrte i komentare objavljivao je i na Hrvatskom radiju, te u listu Hrvatskog društva skladatelja Cantus. 
Član je Društva hrvatskih književnika i Hrvatskog društva skladatelja.
U rujnu 2013. godine prvi put je izabran za predsjednika Društva hrvatskih književnika, ogranak Split, a u svibnju 2017. povjeren mu je i drugi mandat. Autor je ukupno 23 knjige.

## Knjige
- Ričnik selaškega govora, Laus, Split, 2001., čakavski rječnik,
- Diladur, Laus, Split, 2001., zbirka čakavskih pjesama,
- Kartulina sa škoja, Književni krug Split, Split, 2002., zbirka čakavskih pjesama,
- Triptih za Verdija, Naklada Bošković, Split, 2002., glazbeni feljtoni, eseji i kritike,
- Zbor pučkih crkvenih pjevača Podstrane, Podstrana, 2002., etnomuzikološka monografija,
- Pivači Salone, Solin, 2002., etnomuzikološka monografija,
- Uzimanje mjere, samizdat, Split, 2003., književne kritike,
- Lumin pril tabernakulon, samizdat, Split, 2003., zbirka čakavskih pjesama,
- Verši na Selcih, florilegij selačkog pjesništva XX. stoljeća, samizdat, Selca, 2005.,
- Kvoška i piplići, Napredak, Split, 2006., zbirka čakavskih stihova,
- Kušnja pamćenja, Matica hrvatska, Split, 2006., književne kritike,
- Petrada, Društvo hrvatskih književnika, Zagreb, 2007., zbirka čakavskih stihova,
- Hrvatsko katoličko glazbeno društvo Podstrana 1907. – 2007., Podstrana, 2008., muzikološka monografija,
- Partitura i štapić, Naklada Bošković, Split, 2009., glazbeni eseji,
- Dalmatinsko evanđelje, Slobodna Dalmacija, Split, 2010., feljtoni o dalmatinskim baštinskim temama i
- Ruža solista, Naklada Bošković, Split, 2011., glazbeni eseji.
- Aida, Hrvatsko narodno kazalište, Split, 2017., muzikološka monografija.
- Čakavski pištular I., samizdat, Split, 2018., prijevod dijela Novog zavjeta na čakavski (poslanice).
- Čakavski pištular II., samizdat, Split-Selca, 2018., prijevod dijela Novog zavjeta na čakavski (poslanice).
- Čakavski pištular III., samizdat, Split-Bol-Selca, 2018., prijevod dijela Novog zavjeta na čakavski (poslanice).
- Čakavski pištular IV., samizdat, Split-Solin, 2019., prijevod dijela Novog zavjeta na čakavski (poslanice).
- Čakavski pištular V., samizdat, Selca, 2019., prijevod dijela Novog zavjeta na čakavski (poslanice).
- Muka po Mateju i po Ivanu, samizdat, Split-Selca, 2019., etnomuzikološka monografija i partitura.

Uredio je, za tisak pripremio i predgovorom ili pogovorom popratio više zbirki suvremene čakavske lirike, a autor je tekstova niza programskih knjižica za operne premijere u HNK Split. Kolekcionar je Biblija na različitim jezicima i pismima, te njegova privatna biblioteka sadrži oko 300 knjiga na više od 120 jezika i pisama. U sklopu "Dana kršćanske kulture" 4. travnja 2017. u Gradskoj knjižnici "Marko Marulić" upriličio je iznimno zapaženu izložbu ove svoje zbirke pod imenom: "Kip Biblije, tijelo jezika sa sviju kontinenata", koja je bila postavljena i u Državnom arhivu u Vukovaru u ožujku i travnju 2018. godine. Ista izložba bila je predstavljena u bračkim Selcima u srpnju i kolovozu 2018. godine, u Bolu u rujnu, u Zagrebu u Nadbiskupijskom pastoralnom institutu na Kaptolu u povodu Međunarodnog znanstvenog skupa u povodu 50. obljetnice Zagrebačke Biblije (26. – 28. rujna 2018.), te u galeriji "Zvonimir" u Solinu u travnju 2019. godine. Preveo je na čakavski idiom bračkih Selaca kompletan Novi zavjet, te dio starozavjetne Knjige postanka, Pjesmu nad pjesmama, Tužaljke Jeremije proroka, Propovjednika i Psaltir, povodeći se za latinskom Vulgatom i uz konzultaciju svih hrvatskih, srpskih i slovenskih prijevoda, provodeći podjelu na naslove i podnaslove iz "Jeruzalemske Biblije" fra Bonaventure Dude i fra Jerka Fućaka. U časopisu "Zadarska smotra" objavio je vlastite čakavske prijevode sviju evanđeljâ: Evanđeje po Mati (2018.), Evanđeje po Markotu (2018.), Evanđeje po Luki (2019.) i Evanđeje po Ivotu (2019.).
Autor je i izložbe kamenarskog alata "Stinja ol duha", koja je bila postavljena u izložbenom salonu u Selcima (15. VII. - 31. VII. 2019.), na kojoj su bili izloženi klesarski i kavadurski alati i oruđa uspomoć kojih se kamen "brao" u kamenolomima (petradama, kavama) i kasnije obrađivao i ugrađivao.

## Glazba
U glazbenom smislu djeluje prije svega kao skladatelj i dirigent. Autor je nekoliko moteta za muški zbor i soliste a capella, te čitavog niza liturgijskih pjesama za mješoviti zbor uključujući i Misu Gospe od Karmena, građenu prema motivima pučkog pjevanja bračkih Selaca. Skladao je niz dalmatinskih klapskih pjesama, na vlastite i tuđe stihove, a obradio je i mnoge popularne pjesme za puhački orkestar. Etnomuzikološki interes osjeća ponajprije za baštinu svojih Selaca, otoka Brača u cjelini; a bavi se i proučavanjem operne baštine hrvatskih skladatelja i poviješću opere u HNK Split. Radio je kao nototekar u Orkestru hrvatske ratne mornarice u Splitu, te vodio zborove "Marjan" i "Chorus Spalatensis" iz Splita, župski zbor "Gospe od Otoka" i "Pivače Salone" iz Solina, te mješoviti zbor KUD-a "Jozo Bodlović" iz Bola. Osnovao je mješoviti župski Zbor Krista Kralja u Selcima (1996.) s kojim je snimio trostruki CD Ispovid’te se na kojem se predstavlja kompletno glagoljaško pjevanje Selaca ("Verbum", 2008.).
Bio je voditeljem Pučkih crkvenih pjevača s Kamena, te klapa "Arja"/"Dental Centar Marušić" iz Vranjica, "Solin" iz Solina, "Kamen" s Kamena, "Brodosplit" iz Splita, "Lesina" iz Jelse, "Serpentina" iz Splita i "Mrduja" iz Milne s kojom je snimio nosač zvuka Duše naše kartolina (2008.). S muškim vokalnim ansamblom "Chorus Spalatensis" snimio je CD Pred tobom Bože (2017.), na kojem su predstavljene sakralne skladbe hrvatskih autora i obrade pučkih crkvenih pjesama na području Srednje Dalmacije, kojih je većinu sam melografirao i obradio. Od prosinca 2011. do kolovoza 2013. godine bio je dirigent Puhačkog orkestra KUD-a "Hrvatski sastanak 1888" iz Selaca s kojim je održao niz zapaženih koncerata.
Knjiga Ruža solista (nakon knjige Partitura i štapić) drugi je dio Teatrološke tetralogije u kojoj kani – dakle, ukupno u četiri sveska – prikazati panoramski pregled povijesti opere u Splitu. Nakon ove knjige slijede još Opera(cija) kazališta i Dnevnik kazališnog broda. Pri dovršetku je i knjiga Heksakord Splitskog ljeta, u kojoj se donosi kronologija opernih zbivanja na uglednom splitskom i hrvatskom ljetnom festivalu, dok će u knjizi Splitske ljetne primjedbe okupiti opširnije razgovore s glavnim akterima, koji su svojim djelovanjem, i ljubavlju, pratili i obilježili pet i pol desetljeća festivala Splitske ljetne priredbe, odnosno Splitskog ljeta. U realizaciji je i projekt knjige na talijanskom jeziku, Italia e Talia, u kojoj će publicirati svoje interdisciplinarne eseje pisane o osamdesetak predstava odgledanih na pedesetak talijanskih opernih pozornica. Radi na projektima Atlas dalmatinskih nadimaka i Splitski čakavski rječnik, a autor je i koncepcije za Enciklopediju Splitske opere.
Živi i djeluje u Splitu, a često je u svojim bračkim Selcima.

## Ostalo
- "TIN: 30 godina putovanja" kao Josip Tabak (2017.)